# Arend François Louis Gerard Henri van den Steen van Ommeren
Arend François Louis Gerard Henri van den Steen van Ommeren (Zoelen, 5 februari 1842 – Nijkerk, 24 september 1920) was een Nederlandse burgemeester.
Van den Steen van Ommeren was een zoon van Diedrich Jacob Arend G.F. van den Steen van Ommeren en Eleonora Cornelia Ruijsch. Hij werd bij K.B. van 13 september 1884 benoemd tot burgemeester van Krommenie en werd bij K.B. van 16 augustus 1890 eervol ontslagen als burgemeester van Krommenie. Na zijn burgemeesterschap in Krommenie is Van den Steen van Ommeren in 1893 benoemd tot burgemeester van Nijkerk alwaar hij tot 1904 burgemeester was. 
Van den Steen van Ommeren is een telg uit het patriciërsgeslacht Van den Steen. De Nijmeegse burgemeester Arend François van den Steen (1766-1842) was een broer van zijn overgrootvader Jacob Diederik van den Steen (1751-1823), heer van Ommeren en van Wadestein.